# 山下大輔
山下 大輔（やました だいすけ、1952年3月5日 - ）は、静岡県清水市（現：静岡市清水区）出身の元プロ野球選手（内野手、右投右打）・監督・コーチ、解説者・評論家。愛称は「大ちゃん」。

## 経歴

### プロ入り前
清水東高校から1970年に一般入試で慶應義塾大学商学部へ進学。東京六大学野球リーグでは、1年次の同年秋季リーグから正遊撃手となり、高校の2年先輩である松下勝実とクリーンアップを組み活躍する。2年上の工藤真投手、清水東高でも2年上の松下勝実、1年上の萩野友康・長谷部優両左腕投手らを擁し、2年次の1971年秋季リーグからの3連覇に3番打者として貢献。1、2年時には「鬼の榊原」と呼ばれた榊原敏一監督に「試合と同じ集中力で練習しろ」と鍛え上げられた。3年次の1972年、全日本大学野球選手権大会準決勝で4年藤田康夫と1年田村政雄両投手の中大を完封で下し決勝に進むが、関大の山口高志に完封され準優勝にとどまる。同年から2年連続で日米大学野球選手権大会日本代表に選出され、1972年の大会では2本塁打を放つ。4年次の1973年には主将を務めた。「慶應のプリンス」と呼ばれ、同年春季リーグでは首位打者を獲得。当時高校生だった中尾孝義は、この頃山下から指導を受けたことがあると、YouTubeチャンネルでのインタビューで語っており、山下と慶大野球部への憧れから浪人して慶大進学を目指した（結果的には慶大合格は果たせず専修大学に進学した。）。大学同期に捕手の木原弘人がいた。リーグ通算88試合に出場し、314打数102安打、11本塁打、50打点、打率.325、首位打者1回、ベストナイン4回。

### 現役時代
1973年のドラフト会議を前に山下は「巨人が第一志望。在京球団でも構わない」と態度を表明していたが、その言葉通り、1番クジで1位指名した大洋ホエールズに入団。当初の背番号は20。中部謙吉オーナーは山下の入団を大変喜び、秋山登ヘッドコーチの提案もあってユニフォームの色を出身地の静岡の名産にちなんだオレンジ（みかん）と緑（お茶）に変えた。これは親会社が食品会社なので食品にちなんだユニフォームにしてイメージアップを図る意味もあったが、この配色は湘南電車の色としても広く知られている。
1974年は慶大の卒業試験を終えた後の2月14日にキャンプ地の静岡入りし、翌15日にはチームは休日であったが、山下1人と首脳陣でランニング、フリー打撃、ノックなどの練習が行われた。その夜に山下は風邪で発熱し、キャンプインしたのも束の間、清水の実家で数日間療養することになった。この時はスポーツ紙の担当記者が実家まで見舞いに来て、「焦ることはない」など優しい言葉をかけたが、翌16日の紙面には「虚弱児・山下」と大見出しが躍るなどプロの洗礼を受けた。1年目の同年から守備力は評価され、オールスターゲームに控え選手であったにもかかわらずファン投票で選出されるほどの人気があったが、期待された打撃面が不安定で、米田慶三郎からレギュラーを奪うまでには至らなかった。
1975年には背番号を近藤昭仁が付けていた1に変更し、4月下旬には米田に代わりレギュラーに定着した。
1976年には開幕から二番打者として起用され、初めて規定打席（23位、打率.276）にも到達。遊撃手の守備率の当時のセ・リーグ記録を樹立し、ダイヤモンドグラブ賞を初受賞する。以後、ダイヤモンドグラブ賞は1983年まで8シーズン連続で受賞し、遊撃手としての受賞回数は2020年現在も最多記録である。当時の本拠地であった川崎球場は、狭く、汚く、巨人戦以外は客が入らず、評判が悪かった。ファウルボールが球場外周の駐車場に止めた選手の車を直撃することもあり、観客は秋頃には数十人でグラウンドから数えることができ、スタンドの最上段から隣の川崎競輪場を覗いている人もいた。試合開始前に球場敷地内にあるラーメン店からおばちゃんが醤油ラーメンをロッカールームまで届けてくれたこともあり、ファンと共通の思い出の味になった。若手時代には豪放磊落な先輩が多く、キャンプや遠征先では、大部屋で朝方まで麻雀が行われることもしばしばあった。煌々と明かりがつき、ジャラジャラと騒がしい中でも、布団を被って眠れるようになった。
1977年に遊撃手連続守備機会無失策のセ・リーグ記録を樹立する。
1978年には自身の記録を上回る日本記録を樹立。
1982年オフには関根潤三監督の指名で大洋版伊東キャンプに参加した。
1985年には新任の近藤貞雄監督により、高木豊と入れ替わりで二塁手へコンバートされる。
1986年には一塁手であった田代富雄の故障後、三塁で拙守が目立っていたカルロス・ポンセが一塁へ回ったことから、三塁手へコンバート。1986年9月1日のヤクルト戦（横浜）では阿井英二郎から自身初で唯一のサヨナラ本塁打を放っている。
1987年に古葉竹識監督が就任して山下は遊撃手に復帰するが、開幕から3試合で先発を外れ、同じ内野手の高橋雅裕が遊撃手に台頭してレギュラーを陥落する。田代富雄が故障したシーズン後半は三塁手で出場機会を得たが、打率.186と厳しい成績に終わった。
1988年のキャンプ終了後のシーズン開始直前である4月6日に、体力の限界（特に動体視力の低下）を理由に突如、現役引退を表明した。前年オフに引退を球団に相談、慰留されて現役を続行も、開幕二軍を告げられたことが引き金であったという。

### 現役引退後
引退後はTBS解説者、日刊スポーツ（1989年 - 1992年）を務めたほか、文藝春秋「Number」にコラムを連載。
1993年、監督に就任した近藤（入団時のコーチ）に招聘され、横浜大洋から球団名が変更された横浜ベイスターズ一軍内野守備コーチに就任。ロバート・ローズを日本式のやり方になじませるのが山下の仕事だった。移動日の投内練習を嫌がるローズにプライドを傷つけないように配慮しながら「こうだよ」と説明1年目から打率.325、19本塁打、94打点といい仕事をしてくれた。
1996年に監督に就任した大矢明彦が内野手のコンバート（進藤達哉は2塁、ローズを3塁、石井琢朗をショートに回す内野手シャッフル）を巡り、意見の相違があり、山下は「大矢さんはとって私はやりにくい存在だったのかもしれない1997年は二軍ヘッドコーチに異動になった」と述べた。
1998年にはパリーグのある球団から誘われ受けるつもりだったが、監督に就任した権藤博（権藤とはNumberの関連の集まりでよく一緒に飲んでいた仲）から「一緒にやってくれ」と言われパの球団は辞退して、横浜に残り一軍ヘッドコーチに昇格し、38年ぶりのリーグ優勝・日本一に貢献。権藤は「深夜に呼び出しても山下は必ず来てくれて、よく愚痴を聴いてくれた」と言っており、著書の中で「彼は本当にチーム内のことを熟知していた。何でも知っているし、何を聞いても答えてくれる。とにかく引き出しがたくさんあるのだ。私が監督就任一年目で日本一になれたのも、彼の力に負うところがとても多かったように思う」と記している。攻撃に関しては山下と打撃コーチの高木由一が打順を決めたり代打を誰にするか担っていた。
2000年に駒田徳広が権藤に造反した際も駒田をフォローし、後日のインタビューで駒田に感謝されるなど人格者であったが、同年シーズン終了後に権藤と共に退任。その後はNHK「メジャーリーグ中継」解説者・日刊スポーツ評論家（2001年 - 2002年）、2002年アジア競技大会野球日本代表打撃コーチを務め、アジア大会では銅メダルを獲得した。
アジア大会向けて品川プリンスホテルで合宿していた9月に横浜の取締役編成担当の野口善男から監督の要請があり、組閣などの話を詰めて2002年10月17日に横浜監督就任が発表された。シーズン前には友人のセルジオ越後の発案で、かつての「マシンガン打線」に代わる愛称としてチームの打線に「大ちゃんス打線」という名前が付けられる。当時の横浜は日本一以降3年連続3位、02年は最下位、佐々木主浩が1999年オフにシアトルマリナーズ、谷繁元信が2001年オフFAで中日に移籍、残るメンバーが衰えを見る中誤算が続いた。山下は「外にいてもベイスターズのことは見ていましたけど、内容的にも98年とはまったく違うチームになっていましたよね。名将と言われる森さんがやってああいう形になるんですから、どんな人が監督をやっても勝てないチーム状況だろうなという気持ちはありました。」勝てない巡りだとわかっていて、なぜ監督を受けたのですかと聞かれ、「ベイスターズは自分にとっての我が家だからですよ。貧乏くじを引いたなんて思わない。勝てないだろうなというのは実際に中に入ってみると余計にわかるんだけどね。でも監督の仕事って何かと考えた時、勝つ監督が名将と言われますけど、僕は選手本来の持っている力を引き出してあげるのが監督のやるべき仕事だと考えています。特にOB監督としてはね、その時いる選手の力をどう発揮させ、それを次に繋いでいけるか。そういう思いで自分は2年契約を受けました」と答えている。コーチの人選については自分の好きな者ばかり集めて仲良し軍団になってもいけないと思い、前任の森祇晶が連れて来た投手コーチの森繁和、内野守備・走塁コーチの辻発彦が残っていたがあまり動かさず慶応の先輩江藤省三をヘッドコーチ、小谷正勝を投手コーチ、中日を退団した福田功をバッテリーコーチに招聘し、打撃コーチは二軍から高木由一を昇格させ、現役メジャーリーガーのスティーブ・コックスを移籍金100万ドル、年俸275万ドルの3年契約で獲得し、タイロン・ウッズ（コックスの保険で獲得）、マット・ホワイトサイド、エディ・ギャラード（7月29日から）、さらにFAで若田部健一、トレードで中嶋聡、デニー友利、ドラフトで村田修一、土居龍太郎、加藤武治、吉村裕基を獲得するなど、球団からは手厚い支援を受けた。自由獲得枠で予定していた大学生投手がある事情で獲れなくなった。新加入選手はコックスは右膝を痛め15試合しか出場できず。故障や不調などでことごとく戦力にならず、石井琢朗をはじめ主力選手も不振に喘いだ。山中正竹が専務取締役という実質的なGMとなった年でもあったが山下は選手獲得に対してほぼ意見出しておらず山中ともチームの戦力について具体的な話をしたことはほとんどなく、早稲田の青木宣親(2003年ドラフト4巡目でヤクルトに入団)を2位か3位で獲れるという情報があり、山下が『獲れないですか？　』と尋ねると、『うちには同タイプの田中一徳（1999年ドラフト1位）がいるから』と一蹴された。一方で森時代に不振に陥っていた鈴木尚典は打率.311と復活、同じく森時代は1割台の不振に陥っていた金城龍彦も.302と復活し、多村仁、古木克明、村田修一も揃って本塁打20本以上を打ち、ウッズが4番に座って40本塁打を放ち本塁打王を獲得し、村田は3塁に古木がいた為二塁で使って25本塁打、3年目の内川聖一も45試合出場ながら打率.313をマーク。チーム得点はリーグ5位。投手陣は厳しく勝ち頭がドミンゴ・グスマンの8勝12敗、若田部も1勝も出来ず先発が駒不足だったのに加え抑えも固定できなかった。チーム防御率4.80はリーグ最下位、失策114個はリーグ最低の守備率、三振数1110もリーグワーストであった。チームは開幕早々に最下位に沈み優勝した阪神タイガースには、開幕戦勝利のあと16連敗を喫するなどシーズン終了まで最下位を独走した。成績は45勝94敗で勝率.324と、ドラフト制度導入後の横浜球団史上最低勝率を記録した。投手コーチの森繁和と遠藤一彦は同年限りで退団。。
2004年、松原誠をヘッド兼打撃コーチ、進藤達哉を内野守備走塁コーチ、西岡良洋を外野守備走塁コーチに招聘し、二軍から田代富雄、野村弘樹を昇格させた。4月に単独首位に立つなど健闘したものの徐々に調子を落としていった。更にアテネオリンピック代表招集によりエース三浦大輔と正捕手の相川亮二が離脱すると、ベテランの中村武志や打撃は好調ながらも一軍経験が少ない鶴岡一成を捕手で起用せざるを得なくなり、更に投打が噛み合わなくなってしまう。前年大きく負け越した阪神に15勝13敗、巨人にも14勝14敗の五分と巻き返して、シーズン最終戦まで広島東洋カープと5位を争ったが最終戦で最下位が決まった。チーム打率は前年度リーグ6位の.258から1位の.279まで押し上げたが、2年連続で投手陣が持ちこたえられなかった。チーム防御率、失点は前年最下位から3位に改善されたが昨年に引き続き二桁勝利投手はなし。5年ぶりに大リーグから復帰した大魔神・佐々木主浩も不規則な登板感覚と直球や変化球の衰えからセーブ失敗が相次ぎ、8月に故障により戦線を離脱したため急遽投手コーチの小谷が中継ぎの門倉健を抑えに抜擢し後半だけで10セーブを記録した。佐々木はかつてのような絶対的な守護神ではなく8月に3試合連続で抑えに失敗1勝2敗19セーブ防御率3.18に終わった。前年に続き2桁勝利投手はなしで失策は79まで減らしたがリーグワースト2位だった。春先に不調だった多村を我慢強く起用したところ6月以降に調子を上げていき、日本人打者では球団史上初の3割・40本・100打点を達成した。ウッズは2年連続本塁打王、佐伯貴弘ら筆頭に4人の3割打者を輩出した。5位に低迷していた9月16日ヤクルト戦（横浜）の試合前TBS本社で峰岸進球団社長から「来年の契約は結ばない」と通告され、発表は10月8日。山下は「成績が悪ければ監督が責任を問われるのは当然。クビと言われても仕方がない。ただ多村、内川、村田らが成長し、さあこれからという思いはあった。まだやりたかった。」、シーズン最終戦となった10月16日のヤクルト戦（横浜）試合終了後選手たちから胴上げされ嬉しかったと述べている。
2005年には新球団東北楽天ゴールデンイーグルスの監督に就任した田尾安志の要請で、楽天初代ヘッドコーチに就任。しかし就任早々の5月にはチームの成績不振のため、二軍監督に配置転換される。フェニックスリーグでは、楽天球団初の優勝を飾る。
2006年から楽天の球団編成本部長を務めた。
2007年末で同職を退任。
2008年にはTBSニュースバード・tvk解説者、再び日刊スポーツ評論家を務めた。
2009年からはロサンゼルス・ドジャース傘下マイナーのA級グレートレイクス・ルーンズの守備コーチに就任。当時のチームにはディー・ゴードンらがいた。当時のゴードンは守備では華麗なプレーを好む、グラブのはめ方もいい加減と粗っぽさが目立ち、山下が「腰を落として捕ることも、足を使って送球することもできない」と回顧するほどの有り様であった。山下がコーチに在任していた2年間、早出練習では日本的な基礎に重点を置いた練習を課していたという。
2010年には日本経済新聞にマイナーリーグでの日常をレポートする「米国コーチ修行奮闘記」を月に1度程度のペースで連載し、この中ではマイナーリーグの環境と比較すれば日本プロ野球の二軍はまだ恵まれていると指摘したほか、「薄給でも野球をやりたい」という情熱のある若者を日本のプロ野球界は汲み上げ切れていないのではないかと述べている。
2012年、日本球界では非常に珍しい、かつて一軍監督を務めた古巣・DeNA二軍監督に就任。同球団では秋山登に続いて2例目であった。
2013年限りで退任。
2014年からはゼネラルマネージャー補佐に就任したが、同年シーズンオフより、再び二軍監督に就任。
2015年10月1日に翌シーズンの契約を結ばない旨通知された。
2016年よりNHK「メジャーリーグ中継」解説者に復帰し、同年の学生野球資格回復研修を受講した上で、2017年2月7日に日本学生野球協会より学生野球資格回復の適性認定を受けたことにより、学生野球選手への指導が可能となった。2018年12月1日にはホエールズ・ベイスターズOB会の副会長に就任。
2019年のMLBオールスターゲームではホームランダービーの現地キャスターとして解説をしている最中、参加者のアレックス・ブレグマンの放ったホームランボールをマイクを持ちながら見事にキャッチした。同年10月31日、翌年度よりベースボール・チャレンジ・リーグ（ルートインBCリーグ）に加入する神奈川フューチャードリームスのゼネラルマネージャーに就任することが発表された。
2020年11月26日に退任が発表された。山下は退任発表に寄せたコメントの中で「アマチュア野球を見てみたいという気持ち」を理由に挙げている。
2023年10月27日、ファーム新球団のくふうハヤテベンチャーズ静岡のゼネラルマネージャーに就任したことが発表された。現場職ではないものの、背番号「87」が設定された。2024年12月31日をもってゼネラルマネージャーを退任し、2025年からは顧問に就任することが発表されていたが、2025年1月31日にアマチュア指導を行うため退団が発表された。
2025年4月に『スポーツニッポン』の連載企画「我が道」を担当した。

## 選手としての特徴
現役時代は球界屈指の守備の名手であり、1976年から8年連続でダイヤモンドグラブ賞（遊撃手部門）を受賞した。1976年7月11日から1977年4月5日まで遊撃手連続守備機会無失策「205」は当時のセ・リーグ記録であった。山下より上の世代の遊撃手レジェンド吉田義男（元阪神）や広岡達朗（元巨人）も、山下の守備を高く評価している。
名手と讃えられた守備に比べ、打撃面は毎年2割台中盤に留まり、打点も少なかったため、中軸を担うことはなかったが、1981年と1983年に最多二塁打を記録しており、全盛期はチャンスメーカー的な中距離ヒッターとして起用されていた。

## 人物
- 1977年（25歳）から急速に前髪から頭髪が後退し、1982年（30歳）には後頭部に僅かに毛が残るだけの状態になってしまった（その後は頭髪の残った部分を短く刈り上げた髪型になり、引退から5年後の1993年(41歳)にコーチとして復帰した際にはスキンヘッドになっていた）。
- カツラメーカーからCM出演を打診されたが断っているが、代わりに出演したのが衣笠祥雄である。1980年代にアニメ映画化された「プロ野球を10倍楽しく見る方法」では、山下はあごひも付きの帽子・ヘルメット姿で描かれていた。ただ、時が流れるにつれ、煌々と光る自らの頭部をアピールポイントにするユーモアも持ち合わせるようになった。
- 主に横浜監督時に自ら盛り上げ役を率先し、成績が振るわなかった一方で、権藤監督後期から森監督時代に醸成されていたチーム内の不協和音を鎮めて、後任の牛島和彦にバトンタッチしている。夫人いわく「主人が人の悪口を言っているのを聞いたことがない」という明るく誠実な人柄で知られる。屋鋪要によると、現役時代の1983年の試合中、高木豊が「オレらが点をとってもピッチャーがこう打たれちゃあなぁ」とぼやいていたところ、山下が「みんな一生懸命やっているんだから、そういうことを言うな!」と高木を叱責したことがあった[41]。
- 英語が堪能で、日本ハムとのオープン戦でトレイ・ヒルマン監督に英語で挨拶したことがある。ただ、ヒルマンには日本語で挨拶された。
- 漫画家のさくらももこと同じ清水市出身であることから、同市を舞台とする『ちびまる子ちゃん』に登場したことがある。山下の母がさくらと同じ静岡県立清水西高等学校の卒業生でありOB会長であったことから、当時母を通じて漫画の取材を受けたことを明かしている[42]。アニメ版では「山下選手のサイン会に行くの巻」（第149話）というエピソードが放送された[43]ほか、「プロ野球開幕!!」（第1427話）にも登場している[44]。
- 中尾孝義が高校時代に、当時大学生だった山下から指導を受けたことがあると語っている。「山下さんは本当にかっこよかった」そうで、その時に山下から「慶應に来い」と激励され、慶應義塾大学を目指して浪人の道を選んだ。しかし、それでも慶應合格は叶わず、専修大学に入学している。

## 家庭
- 静岡に本社を置く病院・社会福祉施設向けリネンサプライ、介護用具レンタル・販売会社「ヤマシタコーポレーション」（現・株式会社ヤマシタ）の創業家一族であり、山下自身、取締役に名を連ねている。

- 大洋に入団して寮に入るときに兄が自分の車で山下を寮まで送った。だが、それが高級外車であったために、寮にいた関係者はあぜんとしたという。「ヤマシタコーポレーション」の社長であった父親は、山下が早く野球界から足を洗って後継者である兄を助けて会社を盛り立ててくれることを2002年に亡くなるまで望んでいた。だが、父の死から半年後に古巣・横浜からの監督就任要請があると、山下はこれを引き受けたため父親との約束を果たすことができなかった。兄は2013年に亡くなり、株式会社ヤマシタは兄の長男が後を継いでいる（山下本人は「静岡リネンサプライ」時代の1975年から取締役に就任している）。

- 2007年に東北楽天ゴールデンイーグルスが静岡の静岡県草薙総合運動場硬式野球場でオープン戦を行った際には株式会社ヤマシタがメインスポンサーを務めている。

- 妻と、子供3人（長男・長女・二男）がいる。1981年に渋谷区東の自宅（斜め向かいは五月みどり邸）の庭を拡張するため1坪40万円で土地を買ったが、4年後に1坪800万円に高騰したという。

## 詳細情報

### 年度別打撃成績
| 年 度      | 球 団      | 試 合 | 打 席 | 打 数 | 得 点 | 安 打 | 二 塁 打 | 三 塁 打 | 本 塁 打 | 塁 打 | 打 点 | 盗 塁 | 盗 塁 死 | 犠 打 | 犠 飛 | 四 球 | 敬 遠 | 死 球 | 三 振 | 併 殺 打 | 打 率 | 出 塁 率 | 長 打 率 | O P S |
| ---------- | ---------- | ----- | ----- | ----- | ----- | ----- | -------- | -------- | -------- | ----- | ----- | ----- | -------- | ----- | ----- | ----- | ----- | ----- | ----- | -------- | ----- | -------- | -------- | ----- |
| 1974       | 大洋       | 92    | 186   | 166   | 15    | 30    | 1        | 1        | 4        | 45    | 9     | 1     | 1        | 1     | 0     | 13    | 0     | 6     | 37    | 3        | .181  | .265     | .271     | .536  |
| 1975       | 大洋       | 103   | 257   | 222   | 28    | 55    | 12       | 2        | 3        | 80    | 10    | 6     | 4        | 7     | 2     | 21    | 2     | 5     | 37    | 4        | .248  | .324     | .360     | .684  |
| 1976       | 大洋       | 113   | 428   | 380   | 47    | 105   | 19       | 2        | 7        | 149   | 21    | 14    | 9        | 4     | 1     | 41    | 1     | 2     | 43    | 5        | .276  | .349     | .392     | .741  |
| 1977       | 大洋       | 105   | 488   | 423   | 77    | 110   | 17       | 3        | 18       | 187   | 48    | 6     | 7        | 12    | 2     | 49    | 2     | 2     | 68    | 6        | .260  | .338     | .442     | .780  |
| 1978       | 大洋       | 129   | 546   | 466   | 55    | 118   | 22       | 8        | 9        | 183   | 41    | 8     | 2        | 14    | 2     | 61    | 4     | 3     | 77    | 12       | .253  | .342     | .393     | .735  |
| 1979       | 大洋       | 129   | 530   | 458   | 59    | 129   | 24       | 3        | 12       | 195   | 53    | 6     | 4        | 11    | 6     | 53    | 4     | 2     | 63    | 7        | .282  | .355     | .426     | .780  |
| 1980       | 大洋       | 121   | 461   | 419   | 50    | 111   | 21       | 4        | 9        | 167   | 41    | 15    | 6        | 9     | 3     | 29    | 1     | 1     | 52    | 9        | .265  | .312     | .399     | .711  |
| 1981       | 大洋       | 130   | 554   | 490   | 68    | 136   | 31       | 1        | 16       | 217   | 52    | 6     | 11       | 9     | 2     | 51    | 1     | 2     | 38    | 10       | .278  | .336     | .443     | .779  |
| 1982       | 大洋       | 130   | 592   | 519   | 79    | 144   | 23       | 2        | 18       | 225   | 42    | 3     | 4        | 12    | 2     | 54    | 5     | 5     | 50    | 3        | .277  | .350     | .434     | .784  |
| 1983       | 大洋       | 130   | 575   | 495   | 73    | 133   | 33       | 2        | 11       | 203   | 36    | 11    | 4        | 9     | 2     | 66    | 7     | 3     | 42    | 11       | .269  | .357     | .410     | .767  |
| 1984       | 大洋       | 116   | 468   | 413   | 38    | 102   | 6        | 0        | 6        | 126   | 33    | 4     | 3        | 14    | 5     | 36    | 1     | 0     | 36    | 9        | .247  | .304     | .305     | .609  |
| 1985       | 大洋       | 99    | 329   | 293   | 25    | 82    | 17       | 0        | 6        | 117   | 25    | 3     | 2        | 8     | 1     | 26    | 1     | 1     | 32    | 6        | .280  | .340     | .399     | .739  |
| 1986       | 大洋       | 118   | 381   | 343   | 31    | 91    | 14       | 0        | 7        | 126   | 33    | 9     | 2        | 10    | 4     | 22    | 2     | 2     | 52    | 3        | .265  | .310     | .367     | .677  |
| 1987       | 大洋       | 94    | 196   | 172   | 12    | 32    | 5        | 0        | 3        | 46    | 11    | 3     | 3        | 11    | 1     | 12    | 1     | 0     | 15    | 1        | .186  | .238     | .267     | .505  |
| 通算：14年 | 通算：14年 | 1609  | 5991  | 5259  | 657   | 1378  | 245      | 28       | 129      | 2066  | 455   | 95    | 62       | 131   | 33    | 534   | 32    | 34    | 642   | 89       | .262  | .332     | .393     | .725  |

- 各年度の太字はリーグ最高

### 年度別監督成績
| 年度      | 球団      | 順位      | 試合数 | 勝利 | 敗戦 | 引分 | 勝率 | ゲーム 差  | チーム 本塁打 | チーム 打率 | チーム 防御率 | 年齢       |
| --------- | --------- | --------- | ------ | ---- | ---- | ---- | ---- | ---------- | ------------- | ----------- | ------------- | ---------- |
| 2003年    | 横浜      | 6位       | 140    | 45   | 94   | 1    | .324 | 42.5       | 192           | .258        | 4.80          | 51歳       |
| 2004年    | 横浜      | 6位       | 138    | 59   | 76   | 3    | .437 | 20.0       | 194           | .279        | 4.47          | 52歳       |
| 通算：2年 | 通算：2年 | 通算：2年 | 278    | 104  | 170  | 4    | .380 | Bクラス2回 | Bクラス2回    | Bクラス2回  | Bクラス2回    | Bクラス2回 |

### 表彰
- ベストナイン：1回（1981年）
- ダイヤモンドグラブ賞：8回（1976年 - 1983年） ※遊撃手部門を8年連続、及び8度受賞はいずれも歴代最長・最多
- 月間MVP：1回（1981年6月）

### 記録
初記録
- 初出場：1974年4月7日、対阪神タイガース2回戦（岡山県営球場）、8回裏に遊撃手として出場
- 初安打：1974年4月20日、対阪神タイガース3回戦（川崎球場）、7回裏に奥江英幸の代打として出場、若生智男から右前安打
- 初本塁打・初打点：1974年4月22日、対阪神タイガース4回戦（川崎球場）、8回裏に山本和行から左越ソロ
- 初先発出場：1974年5月7日、対ヤクルトスワローズ4回戦（川崎球場）、「1番・遊撃手」として先発出場

節目の記録
- 1000試合出場：1982年7月22日、対ヤクルトスワローズ19回戦（横浜スタジアム）、「1番・遊撃手」として先発出場 ※史上230人目
- 100本塁打：1983年6月23日、対阪神タイガース13回戦（阪神甲子園球場）、7回表に野村収から左越ソロ ※史上125人目
- 1000安打：1983年6月24日、対ヤクルトスワローズ10回戦（横浜スタジアム）、3回裏に梶間健一から右前安打 ※史上127人目
- 1500試合出場：1986年9月24日、対ヤクルトスワローズ23回戦（明治神宮野球場）、「7番・三塁手」として先発出場 ※史上84人目

守備に関する記録
- 遊撃手最高守備率 .988（1976、当時セ・リーグ最高）
- 遊撃手連続守備機会無失策 205（1976/7/11～1977/4/5、当時セ・リーグ記録）
- 遊撃手連続守備機会無失策 322（1977/8/28～1978/5/6、当時日本記録）

その他の記録
- オールスターゲーム出場：4回（1974年、1975年、1978年、1981年）

### 背番号
- 20（1974年）
- 1（1975年 - 1988年）
- 80（1993年 - 2000年）
- 86（2003年 - 2004年）
- 77（2005年）
- 88（2012年 - 2013年、2015年）

## 関連情報

### 著書
監修
- 『トッププロに学ぶ野球上達テクニックバッティング』（成美堂出版、2003年5月、ISBN 4415098762）